# Annett Müller
Annett Müller, geborene Annett Moeck (* 1968 in Schwedt), ist eine deutsche Liedermacherin, die 2011 aus der rechtsextremen Musikszene ausgestiegen ist. Als ehemaliges Mitglied der NPD (heute: Die Heimat) galt sie früher als „nationale Liedermacherin“ und als bekannte „einzige Frau, die zum Szenestar wurde“. Nach ihrem Ausstieg hielt sie ab 2014 Vorträge vor Schülern über Erfahrungen in der rechtsextremen Szene und schrieb Coverversionen und Eigenkompositionen.

## Wirken
Annett Müller trat nach ihrem Auftritt beim 2000 von der NPD in Passau veranstalteten „Zweiten Tag des Nationalen Widerstands“ in den Folgejahren mehrfach auf deren Parteiveranstaltungen auf. Sie war Mitglied der „Kulturrevolutionären Offensive“ (KRO), einer Unterorganisation der Partei. Nachdem sie bereits einige Zeit mit dem rechtsextremen Liedermacher Michael Müller zusammenlebte, heirateten beide im Juli 2005.
In ihren früheren Texten kommt das klassische konservative Bild der Frau in der Reduktion auf die Rolle als treue Gefährtin und Mutter zum Ausdruck. Dem entsprach auch ihr ursprüngliches Image vom „deutschen Mädel“ im Dirndl und mit blonden Zöpfen. Später trat sie mit schwarz gefärbten Haaren und neuem Outfit auf und füllte so die Rolle einer jugendlichen Rebellin aus. Die Musik, die sie meist gemeinsam mit ihrem Ehemann bis zu dessen Tod im Mai 2009 schrieb, ging etwas ab vom „Liedermachen“ und eher in die Richtung Hard Rock. Auch ihr textliches Repertoire hatte sich erweitert. So besang sie parteipolitische Themen der NPD, aber auch den Tod eines fiktiven „blonden Knaben im fernen Polenland“, den Kampf von deutschen Bomberformationen in der Luft, den „kulturellen Tod“ des „Deutschen Reiches“. Außerdem bekannte sie sich mit Oi, Oi, das ist unser Lied zu Teilen der Skinhead-Szene.
Im Jahr 2008 war sie zur Landtagswahl in Niedersachsen für die NPD als Direktkandidatin nominiert worden, wurde aber auf der Landesliste nur mit einem hinteren Platz bedacht.
Annett Müller wandte sich 2011 an das Aussteigerprogramm „Aktion Neustart“ des niedersächsischen Verfassungsschutzes und stieg aus der rechtsextremen Szene aus. Dieser Ausstieg wurde am 17. Mai 2016 öffentlich gemacht, weil auch nach Annett Müllers Ausstieg viele ihrer Lieder aus ihrer rechtsextremen Vergangenheit auf Videoportale wie YouTube hochgeladen wurden und dort zahlreichen Zuspruch erfuhren. Auch nach ihrem Ausstieg aus der rechtsextremen Szene ist Annett Müller als Liedermacherin tätig.
Nach ihrem Ausstieg hielt sie 2014 und 2016 Vorträge vor Schülern eines Gymnasiums, in denen sie über ihre Erfahrungen, ihren Ausstieg und über die Gefahren der Einstiegsdroge „rechte Musik“ sprach. Einige Auszüge aus Annett Müllers Vortrag aus dem Jahr 2016 sind in einem Video auf YouTube zu hören.

## Diskografie

### Soloalben nach Ausstieg aus der rechtsextremen Musikszene
- 2016: Altes und Neues - Volumen 1 (Eigenproduktion)

Mit Altes und Neues – Volumen 1 brachte Annett Müller am 17. Mai 2016 ein neues Musik-Album heraus, es enthält ausschließlich Coverversionen und Eigenkompositionen, die sie nach ihrem Ausstieg aus der rechtsextremen Szene 2011 aufgenommen hat. Das Album kann über Annett Müllers YouTube-Kanal Annetts Musik gehört werden.

### Frühere Alben
- 2000: Eine Mutter klagt an (Pühses Liste)
- 2003: Weil es so ist… (Pühses Liste)
- 2006: Solang mein Herz noch schlägt (WB Versand)
- 2008: Es ist an der Zeit… (WB Versand)

- 2004: Wolfszeit (WB Versand; Teil des Projektes Faktor Deutschland)
- 2004: Das Volk steht auf (WB Versand; Teil des Projektes Faktor Deutschland)
- 2007: Wie Brüder (WB Versand; Teil des Projektes Faktor Deutschland)
- 2010: Wohin der Weg uns führte (WB Versand)2004: Wir sind dabei (G.B.F. Records; Teil des Projektes Faktor Widerstand)

Weitere Beiträge erschienen auf anderen Rechtsrock- und Liedermacher-Compilations wie der CD „Gemeinschaftswerk Funkenflug - Rufe ins Reich“ mit den Liedermachern Jörg Hähnel und Lars Hellmich. Zusammen mit der Stuttgarter Rechtsrock-Band Noie Werte betrieb sie das Projekt „Faktor Widerstand“, deren CD Wir sind dabei 2004 bei G.B.F Records erschien.  Musikalisch erinnert diese CD teilweise an Ina Deter, jedoch sind die Texte rechtsextrem, vor allem sozialchauvinistisch. Unter dem leicht veränderten Projekttitel „Faktor Deutschland“ produzierte sie zusammen mit ihrem mittlerweile verstorbenen Ehemann Michael Müller die CD Das Volk steht auf, ein originalgetreues Zitat aus dem Lied Männer und Buben von Theodor Körner, einem deutschen Schriftsteller aus der Zeit der Befreiungskriege. Abgewandelt wurde es in der Sportpalastrede von Joseph Goebbels („Nun, Volk, steh auf und Sturm brich los!“) verwendet.
Annett Müller ist auf beiden „Schulhof-CDs“ der NPD von 2004 und 2005 mit je einem Lied vertreten, 2005 auch zusätzlich mit „Faktor Widerstand“.
Das Video ihres Liedes Wir hassen Kinderschänder wurde knapp 1,4 Millionen Mal aufgerufen.